# Giv'at Brenner
Giv'at Brenner (hebrejsky גִּבְעַת בְּרֶנֶר, doslova „Brennerův vrch“, v oficiálním přepisu do angličtiny Giv'at Brenner) je vesnice typu kibuc v Izraeli, v Centrálním distriktu, v Oblastní radě Brenner.

## Geografie
Leží v nadmořské výšce 58 metrů v hustě osídlené a zemědělsky intenzivně využívané pobřežní nížině (region Šefela), na jižním okraji aglomerace Tel Avivu.
Obec se nachází 12 kilometrů od břehu Středozemního moře, cca 22 kilometrů jihovýchodně od centra Tel Avivu, cca 42 kilometrů západně od Jeruzalému a 2 kilometry od jižního okraje města Rechovot. Giv'at Brenner obývají Židé, přičemž osídlení v tomto regionu je etnicky převážně židovské.
Giv'at Brenner je na dopravní síť napojen pomocí místní silnice číslo 4123, která východně od obce ústí do dálnice číslo 40.

## Dějiny

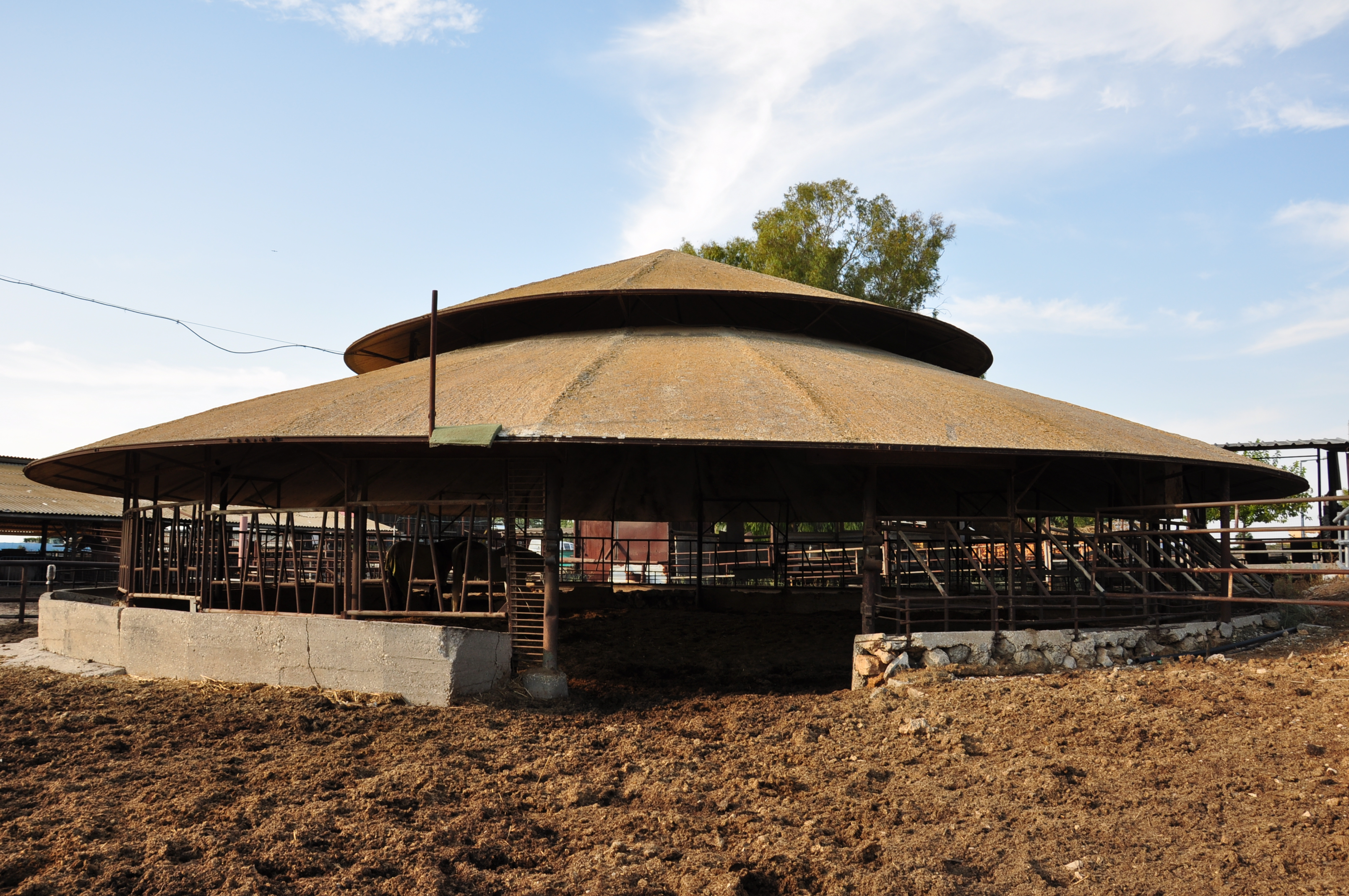
Zemědělská výroba v Giv'at Brenner.

Giv'at Brenner byl založen v roce 1928 jako jedna z pouhých tří nových židovských osad zřízených onoho roku v tehdejší mandátní Palestině. Jeho zakladateli byli Židé z východní Evropy a Německa. Kibuc je pojmenován podle hebrejského spisovatele Josefa Chajima Brennera, který byl zavražděn při arabských nepokojích v mandátní Palestině v roce 1921. Během války za nezávislost v roce 1948 sloužila vesnice jako výchozí bod pro izraelské vojenské operace v Negevu. Nacházelo se zde jedno z center elitních jednotek Palmach. V kibucu je pohřben Jicchak Sade, jeden ze zakladatelů Palmachu.
Koncem 40. let měl kibuc Giv'at Brenner rozlohu katastrálního území 1924 dunamů (1,924 kilometru čtverečního). V současnosti dosahuje správní území kibucu cca 7800 dunamů (7,8 kilometrů čtverečních).
Místní ekonomika je založena na zemědělství. Část obyvatel za prací dojíždí mimo obec. Plánuje se výrazná stavební expanze s výhledem zdvojnásobení populace. Funguje tu společná jídelna, obchod, zdravotní a zubní středisko, sportovní areály, plavecký bazén a synagoga.

## Demografie
Podle údajů z roku 2014 tvořili naprostou většinu obyvatel v Giv'at Brenner Židé (včetně statistické kategorie "ostatní", která zahrnuje nearabské obyvatele židovského původu ale bez formální příslušnosti k židovskému náboženství).
Jde o menší obec vesnického typu s dlouhodobě rostoucí populací. V 70. letech 20. století šlo o nejlidnatější kibuc v Izraeli. K 31. prosinci 2014 zde žilo 2618 lidí. Během roku 2014 populace stoupla o 1,4 %.
| Rok            | 1948 | 1961 | 1972 | 1983 | 1995 |
| -------------- | ---- | ---- | ---- | ---- | ---- |
| Počet obyvatel | 1562 | 1505 | 1572 | 1525 | 1366 |

| Rok            | 2001 | 2003 | 2004 | 2005 | 2006 | 2007 | 2008 | 2009 | 2010 | 2011 | 2012 | 2013 | 2014 |
| -------------- | ---- | ---- | ---- | ---- | ---- | ---- | ---- | ---- | ---- | ---- | ---- | ---- | ---- |
| Počet obyvatel | 1210 | 1192 | 1186 | 1179 | 1174 | 1263 | 1314 | 2013 | 2467 | 2506 | 2555 | 2581 | 2618 |